# Shorts
Shorts er bukser, der kun dækker den øverste del af benet og slutter over knæet. Shorts kan dels anvendes om sommeren, dels hele året rundt af sportsfolk. Bukser, der kun lige dækker knæet kaldes ikke for shorts, men for knæbukser.

## Shortstyper
- Sportsshorts, der anvendes af sportsfolk
- Cowboyshorts, der er lavet af samme slags stof som cowboybukser
- Badeshorts, der anvendes ved badning
- Surfershorts
- Bermudashorts, shorts, der dækker låret. Stammer fra Bermuda, der i 1930'erne ikke tillod bare lår på offentlige steder.[2]
- Hotpants, kropsnære kvindebukser [3]